# Island i olympiska vinterspelen 1968
Island deltog med fyra deltagare vid de olympiska vinterspelen 1968 i Grenoble. Ingen av landets deltagare erövrade någon medalj.